# Blue's Big City Adventure
Blue's Big City Adventure (A Grande Aventura de Blue na Cidade no Brasil) é o filme  live-action/animação, musical e comédia americano-canadense dirigido por Matt Stawski e baseado na série de televisão do Nick Jr., Blue's Clues & You!. O filme é estrelado por Traci Paige Johnson como a voz de Blue, ao lado de Josh Dela Cruz, Donovan Patton e Steve Burns. O filme segue Josh e Blue enquanto eles viajam para a cidade de Nova York para fazer um teste para um musical de Broadway.
Foi lançado no Paramount+ em 18 de novembro de 2022 e recebeu críticas positivas de críticos e fãs antigos e novos.

## Premissa
Josh e Blue viajam para a cidade de Nova York para fazer um teste para um musical da Broadway. No entanto, eles acabam se perdendo por Josh ter esquecido de trazer seu Handy-Dandy Notebook, e agora seus amigos devem viajar para encontrá-los com a ajuda dos primos de Josh, Steve e Joe, ex-companheiros de Blue.

## Elenco

### Elenco de voz
- Traci Paige Johnson como Blue
- Brianna Bryan como Rainbow Puppy
- Nick Balaban como Mr. Salt
- Ava Augustin como Tickety Tock
- Gisèle Rousseau como Mrs. Pepper
- Breeze Dango como Cuppa Coffee
- Tianna SwamiNathan como Jovem Pássaro
- Joseph Motiki como Pássaro Adulto
- Hope Cassandra como 20 Something
- Jacob Soley como Slippery Soap
- Shazdeh Kapadia como Sidetable Drawer
- Doug Murray como Mailbox
- Lisa Norton como NYC Mailbox
- Cory Doran como Cesto de Lixo

### Elenco de live-action
- Josh Dela Cruz como Josh
- Steve Burns como Steve
- Donovan Patton como Joe
- BD Wong como Diretor
- Max Darwin como Pessoa de audição #1
- Adam John Richardson como Pessoa de audição #2
- Kara Irene Mikula como Pessoa de audição #3
- Phillipa Soo como Audition Pessoa de audição #4
- Evelyn Lee como Kid #1
- Austin Elle Fisher como Kid #2
- Sid Kamat como Kid #3
- Sebastian Ortiz como Kid #4
- Summer Rae Daney como Kid #5
- Cameron Keith como Kid #6
- Allegra Tumbleson como Kid # 7
- Daniel Shin como Kid#8
- Ali Stroker como ela mesma
- Tabu como ele mesmo
- Alex Winter como motorista de táxi
- Steven Pasquale como Zelador

## Produção
Em 12 de julho de 2021, foi relatado que um filme baseado em Blue's Clues & You! será feito para marcar o 25º aniversário da franquia Blue's Clues. Dirigido por Matt Stawski e escrito por Angela Santomero e Liz Maccie, o filme começou a ser produzido no verão de 2021. Em 15 de fevereiro de 2022, o título foi revelado como Blue's Big City Adventure.

## Lançamento
O trailer do filme foi lançado em 3 de outubro de 2022. Blue's Big City Adventure foi lançado na Paramount+ em 18 de novembro de 2022. Em uma promoção para o filme patrocinada pela Nickelodeon, time de hóquei no gelo da liga secundária, o Atlanta Gladiators usou camisetas do Blue's Clues para a partida contra o Orlando Solar Bears em 4 de novembro de 2022.
Brasil
O filme foi lançado no streaming Paramount+ Brasil em 25 de novembro de 2022, mais tarde foi exibido na Nickelodeon Brasil e seu canal irmão Nick Jr. Brasil em 1 de abril de 2023.

## Recepção
No site agregador de críticas Rotten Tomatoes, 80% dos críticos deram ao filme uma crítica positiva em cinco críticos.
Marco Vito Oddo, do Collider, deu ao filme uma classificação "B", escrevendo "Como resultado, Blue's Big City Adventure é um filme voltado para crianças em idade pré-escolar que também é agradável para adultos, com emocionantes números musicais que ajudam a quebrar a história simples e explorar a rua. história da arte da cidade de Nova York."
Em uma crítica positiva, Calum Marsh do The New York Times  elogiou o desempenho de Dela Cruz, dizendo que ele trouxe "carisma desenfreado para um papel que é basicamente um professor de jardim de infância glorificado". Nate Adams, do The Only Critic, escreveu: "Uma adição inofensiva, colorida e alegre ao cânone Blue's Clues, Blue's Big City Adventure tem algo para todos.

## Trilha sonora
O álbum da trilha sonora do filme foi lançado em plataformas digitais pela gravadora Republic Records Kids & Family, no mesmo dia. Para promovê-lo, uma única versão de "On Our Way" foi lançada em 7 de outubro de 2022.
| N.º            | Título                                             | Duração |  |
| 1.             | "Blue’s Big City Adventure (Opening)"              | 0:29    |  |
| 2.             | "Brand New Day"                                    | 3:04    |  |
| 3.             | "Mail Time Barbershop (Movie Version)"             | 0:07    |  |
| 4.             | "Mail Time (Movie Version)"                        | 0:11    |  |
| 5.             | "We Just Got a Letter (Movie Version)"             | 0:30    |  |
| 6.             | "Got the Audition"                                 | 0:12    |  |
| 7.             | "On Our Way Skidoo"                                | 0:36    |  |
| 8.             | "On Our Way"                                       | 3:07    |  |
| 9.             | "Happiness Is Magic (Mr. Salt)"                    | 0:33    |  |
| 10.            | "How To Play Blue’s Clues (Movie Version)"         | 1:26    |  |
| 11.            | "The Planet Song (Movie Version)"                  | 1:33    |  |
| 12.            | "That’s My Song"                                   | 3:57    |  |
| 13.            | "We Just Figured Out Blue’s Clues (Movie Version)" | 0:41    |  |
| 14.            | "Rock Blue’s Clues & You (Theme)"                  | 1:16    |  |
| 15.            | "Happiness Is Magic (Audition)"                    | 1:42    |  |
| 16.            | "Happiness Is Magic (Broadway)"                    | 3:30    |  |
| 17.            | "Closing Song (Movie Version)"                     | 0:34    |  |
| 18.            | "Happy Puppy Dance"                                | 0:15    |  |
| 19.            | "Blue’s Big City Adventure (Score Suite)"          | 4:55    |  |
| Duração total: | Duração total:                                     | 28:38   |  |